# Ventosa (medicina)

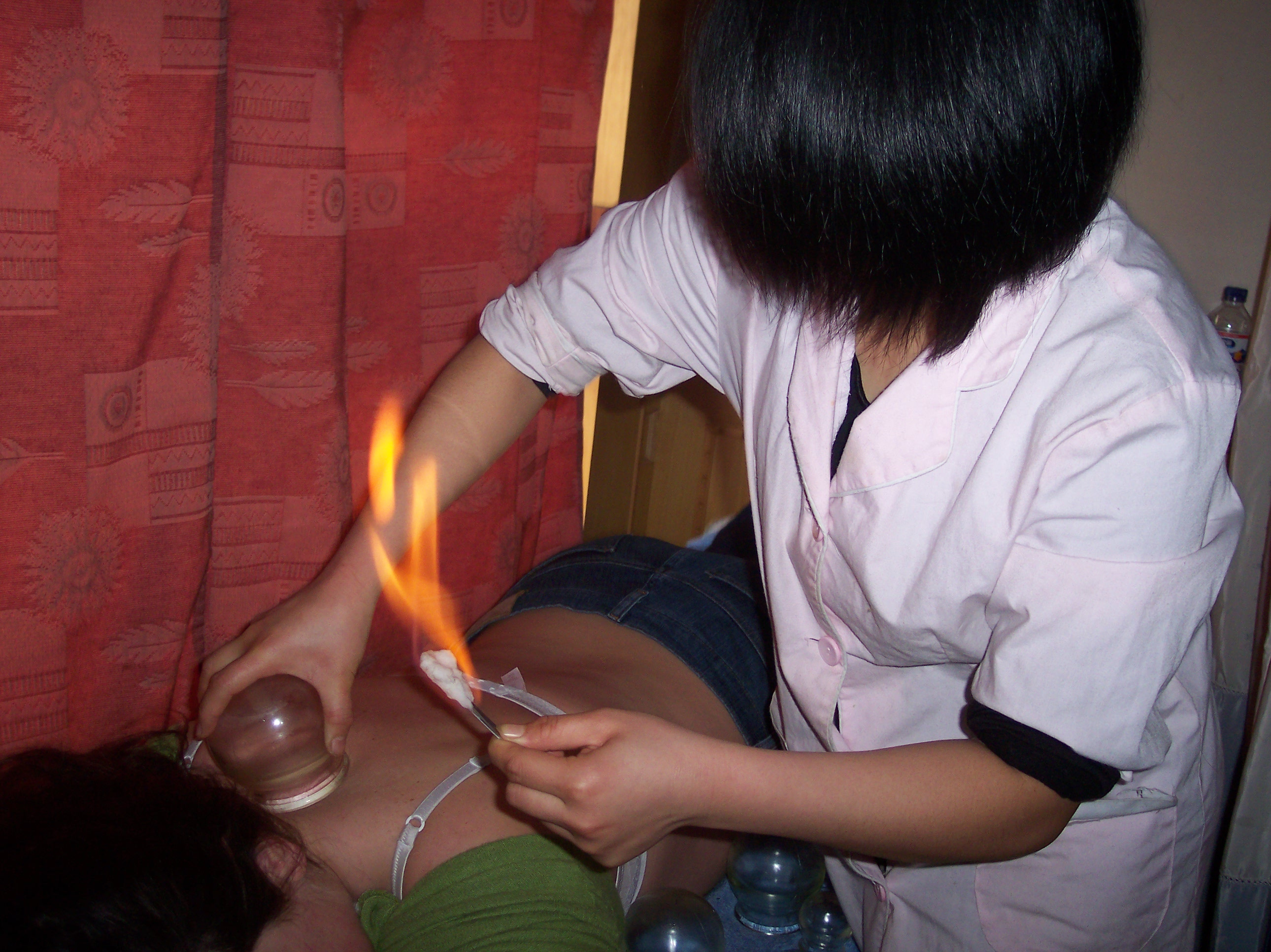
Aplicación de ventosas

Una ventosa (en latín, cucúrbita) es un antiguo instrumento de cirugía de forma redondeada de vidrio o de metal que se aplica en los diversos puntos de la superficie del cuerpo para atraer a ellos un aflujo de los líquidos mediante el vacío que se forma por un medio cualquiera. Se producen por el estrés.
Los antiguos se servían para este objeto de un cuerno de buey cuya base aplicaban sobre la piel y enseguida operaban el vacío aspirando su aire con la boca a través de una pequeña abertura practicada en el vértice de este singular instrumento. En Egipto, practicaban muy a menudo los médicos árabes esta operación con notable destreza. Después de haber aspirado el aire cerraban acto continuo la pequeña abertura con el pulgar y continuando aumentando progresivamente el vacío hasta que habían obtenido el atinjo y la evacuación necesaria de sangre. 

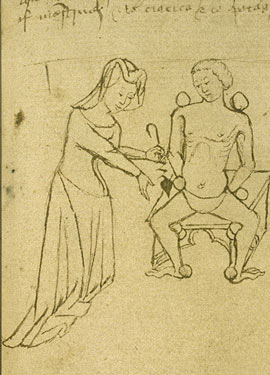
Curación por ventosas en la Edad Media (1400-1420)

La ventosa queda solamente adherida al cuerpo mientras continúa o subsiste el vacío. El vacío en las ventosas se logra o por medio de un poco de estopa o de papel que se inflama en el reservorio a fin de enrarecer el aire que contiene o bien sirviéndose para este objeto ya de la llama de una bujía, ya de una lámpara de alcohol. A menudo también se aspira el aire de la ventosa por medio de una bomba adaptada a una abertura hecha en la parte superior del instrumento. Se ha ideado también hacer previamente el vacío en un reservorio de cobre que se puede abrir o cerrar a voluntad por medio de una llave. Se adapta enseguida esta última a la abertura superior de las ventosas en el momento de su aplicación, lo cual permite operar en ellas acto continuo el vacío sin dar margen al menor sacudimiento. Cuando ha producido su efecto la ventosa, basta para desprenderla dejar que penetre en ella el aire exterior, ya abriendo la llave, ya deprimiendo la piel cerca del borde del instrumento.

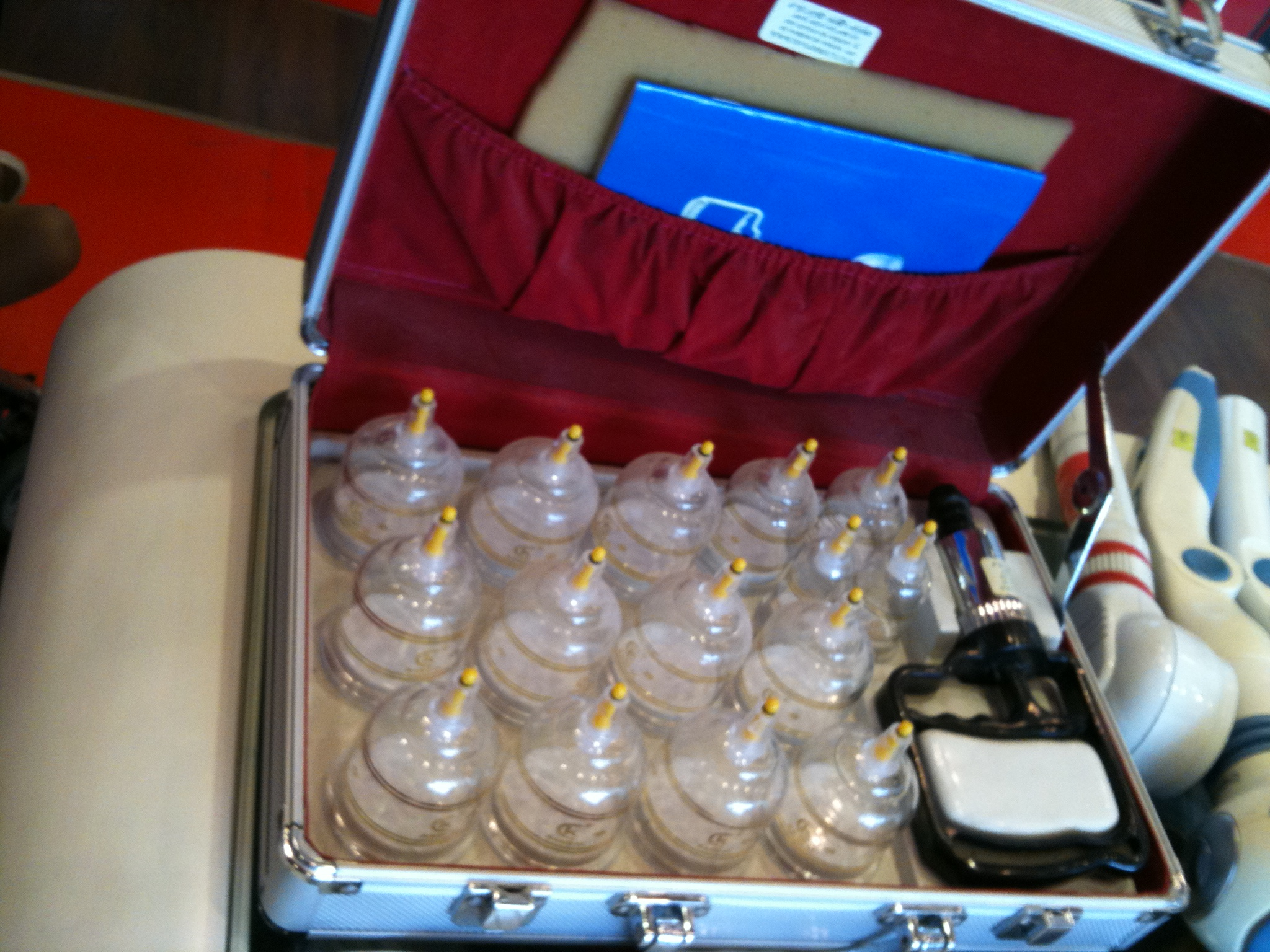
Maletín de ventosas

Se han usado diferentes medios para hacer el vacío, si bien el más sencillo y el más fácil es expulsar el aire de la ventosa antes de colocarla en los tegumentos enrareciéndole por medio del calor. Luego que baja la temperatura, el aire encerrado en la campana se condensa y la piel no encontrándose ya sujeta a la presión atmosférica se pone rubicunda y se hincha en el interior de la ventosa a consecuencia de la congestión que fija allí su asiento. Se sumerge la ventosa cogida por su vértice en agua muy caliente y se la aplica instantáneamente. Este medio puede ocasionar accidentes no muy leves de quemaduras, además de que tampoco es muy completo el vacío.
Dos son las clases de ventosas que se admiten, a saber:
- Ventosas secas: Se llaman ventosas secas las que se aplican para determinar tan solo ta rubicundez y la hinchazón en la piel.
- Ventosas escarificadas: Son las que aplicadas sobre mosqueaduras o escarificaciones de la piel, determinan una evacuación sanguínea más o menos abundante.

Las ventosas aplicadas sobre las mordeduras de las sanguijuelas facilitaban también el derrame de la sangre, produciendo una evacuación con mucha mayor abundancia. Servían igualmente las ventosas para extraer a través de una abertura el pus o la sangre acumuladas en un foco profundo. Podían servir también las ventosas para restablecer un flujo humoral en la superficie de una úlcera o bien para determinar allí una irritación que amenazara invadir un órgano importante.